# Aleksandrowice (Zabierzów)
Aleksandrowice (örtlich Leksyndrowice) ist eine Ortschaft mit einem Schulzenamt der Gemeinde Zabierzów im Powiat Krakowski der Woiwodschaft Kleinpolen in Polen.

## Geografie
Aleksandrowice liegt am Bach Aleksandrówka zwischen der Cholerzyn-Senke des Krakauer Tors und den Garb Tenczyński im Krakau-Tschenstochauer Jura. Die Nachbarorte sind Balice im Osten, Morawica im Süden, Brzoskwinia im Nordwesten, sowie Kleszów und Kadłub im Norden. Am südlichen Rand des Dorfs verläuft die Autostrada (Autobahn) A4, unmittelbar östlich befindet sich das internationale Flughafen Johannes Paul II. Krakau-Balice.

## Geschichte

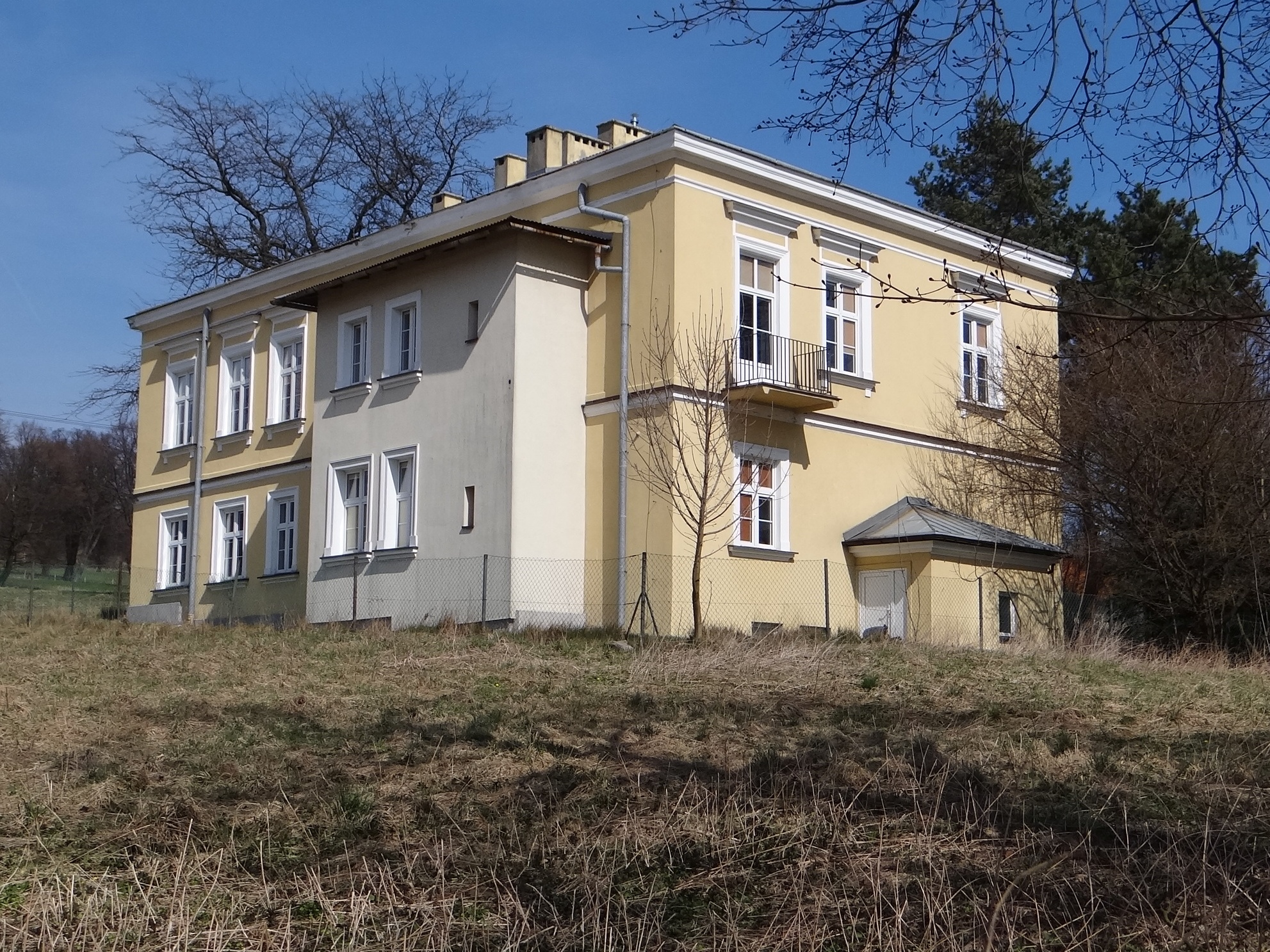
Ehemaliger Gutshof in Aleksandrowice

Das Dorf wurde im Jahr 1404 als Lexandrovice erstmals urkundlich erwähnt, danach als Alexandrowycze (von Jan Długosz, 1470 bis 1480), Olexandrowycze (1498), Alexandrowice (1581). Der Name ist patronymisch abgeleitet vom Vornamen Aleksander (und folgte seinen Änderungen im Polnischen: Alexander 1146, Lexander 1382, Olexander 1447) mit dem typischen westslawischen Suffix -(ow)ice.
Das Dorf gehörte ursprünglich zur ritterlichen Familien Aleksandrowski aus dem benachbarten Dorf Morawica. Im 16. Jahrhundert gehörte es zu Jan Karniński, einem Anhänger der Reformation. Nach der Zerstörung der evangelischen Kirche in Krakau gab der folgende Besitzer des Dorfs seinen Gutshof an den Krakauer Kalvinisten, um ihre Gemeinde neu zu organisieren. Das Bethaus bzw. der Gutshof wurde jedoch auch vom Krakauer Plebs im Jahr 1613 verbrannt. 1625 wurde das Dorf von Piotr Gołuchowski gekauft, der den Gutshof renovierte. Sein Sohn Piotr Gołuchowski konvertierte zum Katholizismus und vertrieb die Protestanten.
Im späten 18. Jahrhundert hatte das Dorf um 200 Einwohner.
Bei der dritten Teilung Polens wurde Aleksandrowice 1795 Teil des habsburgischen Kaiserreichs. In den Jahren 1815–1846 gehörte das Dorf zur Republik Krakau, 1846 wurde es als Teil des Großherzogtums Krakau wieder in die Länder des Kaisertums Österreich annektiert. Ab dem Jahr 1855 gehörte Aleksandrowice zum Bezirk Krakau.
1918, nach dem Ende des Ersten Weltkriegs und dem Zusammenbruch der k.u.k. Monarchie, wurde Aleksandrowice Teil Polens. Unterbrochen wurde dies nur durch die Besetzung Polens durch die Wehrmacht im Zweiten Weltkrieg. Es gehörte dann zum Distrikt Krakau im Generalgouvernement.
Von 1975 bis 1998 gehörte Aleksandrowice zur Woiwodschaft Krakau.